# Montopoli in Val d'Arno
(Giovanni Boccaccio)
Montopoli in Val d'Arno è un comune italiano di 11 303 abitanti della provincia di Pisa in Toscana.

## Geografia fisica e clima

### Territorio
Sulle colline intorno a Montopoli in Val d'Arno, in un ambiente incontaminato, sgorgano le acque minerali della Sorgente Tesorino, note per le proprietà terapeutiche.

### Clima
| Montopoli in Val D'Arno | Mesi | Mesi | Mesi | Mesi | Mesi | Mesi | Mesi | Mesi | Mesi | Mesi | Mesi | Mesi | Stagioni | Stagioni | Stagioni | Stagioni | Anno |
| Montopoli in Val D'Arno | Gen  | Feb  | Mar  | Apr  | Mag  | Giu  | Lug  | Ago  | Set  | Ott  | Nov  | Dic  | Inv      | Pri      | Est      | Aut      | Anno |
| ----------------------- | ---- | ---- | ---- | ---- | ---- | ---- | ---- | ---- | ---- | ---- | ---- | ---- | -------- | -------- | -------- | -------- | ---- |
| T. max. media (°C)      | 10,5 | 11,1 | 14,5 | 19,0 | 23,8 | 27,8 | 31,0 | 30,9 | 27,0 | 21,4 | 15,6 | 11,7 | 11,1     | 19,1     | 29,9     | 21,3     | 20,4 |
| T. min. media (°C)      | 0,0  | 0,4  | 3,3  | 6,7  | 10,2 | 13,3 | 15,1 | 14,8 | 12,4 | 8,3  | 4,5  | 1,2  | 0,5      | 6,7      | 14,4     | 8,4      | 7,5  |

Valori medi mensili della stazione meteorologica di Montopoli appartenente alla rete del centro funzionale della Toscana.
- Classificazione climatica: zona D, 1714 GR/G
- Diffusività atmosferica: alta, Ibimet CNR 2002

## Origini del nome
La parola Montopoli è attestata fin dall'anno 1138 come Monte Topoli; nel 1180 Montetopali, nel 1272 Montetopari; il toponimo deriva da monte e dall'antroponimo germanico Teupo, a cui è stato aggiunto il tipico complemento di stato in luogo dell'italiano altomedievale "-(o)li", e col passaggio del dittongo eu a o. Il nome è stato paretimologicamente legato alla figura della talpa o del topo e infatti, curiosamente, due topi compaiono sullo stemma cittadino.

## Storia

### Terzo secolo a.C.: antichi insediamenti
Scavando nel sottosuolo di Montopoli in Val d'Arno sono stati rinvenuti materiali che parlano di insediamenti umani molto antichi, del periodo etrusco e romano. In particolare, il materiale etrusco recuperato nel territorio comunale è stato datato al III secolo a.C. e presenta caratteristiche analoghe a ritrovamenti tipici dell'area di Volterra. È presumibile che già prima del medioevo l'area della cosiddetta "rocca" e la parte più alta del poggio fossero abitate.

### 1017: prima testimonianza scritta
I documenti storici parlano per la prima volta del castello di Montopoli nel 1017. Il Vescovo di Lucca, signore del territorio, lo fece costruire per dare scampo dalla minaccia dei barbari agli abitanti del borgo della pieve di Mosciano, che si trovava in riva al piccolo fiume Chiecina. Quando un messaggero impaurito e trafelato annunciava l'arrivo degli Ungari o degli Avari, l'unica possibilità di salvezza per chi viveva in pianura era afferrare quel poco che poteva portare con sé e correre in alto, fra mura robuste, in cui potesse difendersi a lungo: fino all'arrivo dell'esercito amico oppure fino a vedere il nemico andarsene, stanco di un inutile assedio. E tanto frequenti erano le scorrerie e gli assedi che il Vescovo fece trasferire quella gente a Montopoli, nel castello, che fu più avanti definito "insigne" dal Boccaccio per la potenza delle sue difese.

### Il "Castello Insigne" nel Medioevo
Il castello di Montopoli conservò grande importanza strategica per quasi tutta l'epoca medioevale. Restò sotto la giurisdizione del vescovo di Lucca fino al 1162, quando fu assegnato dall'imperatore Federico di Svevia alla fedele Pisa ghibellina. Lucca, nemica atavica di Pisa, non accettò lo smacco e si alleò con Firenze, astro nascente della politica toscana. Montopoli si trovò quindi al centro di ripetute e aspre contese tra Pisa e Firenze; Nel 1222 l'esercito fiorentino affrontò quello pisano a Castel del Bosco e lo sconfisse pesantemente, lasciando molti morti sul campo e facendo 1200 prigionieri. Fu imposta a Pisa la restituzione del castello al vescovo lucchese, ma i pisani quindici anni più tardi lo riconquistarono. Ciò determinò un nuovo intervento dell'esercito fiorentino, che nella battaglia di Pontedera inflisse ai pisani una nuova, dura sconfitta nel 1259. Nel 1274 Giovanni Visconti, giudice di Gallura, potente cittadino guelfo pisano, dopo essersi alleato con fiorentini e lucchesi, pose l'assedio a Montopoli costringendo gli abitanti a venire a patti con lui e diventando il signore del Castello. Questa alternanza fra la dominazione Pisana e Fiorentina durò fino al 1349, quando Montopoli si sottomise volontariamente a Firenze, che ne fece sede di un proprio vicariato e di una guarnigione stabile, che si oppose vittoriosamente a nuovi tentativi di conquista, fra cui l'assalto di Castruccio Castracani nel 1328 e la battaglia di San Romano del 1432.

### Oltre il Medioevo
Dopo il 1492 Montopoli è coinvolta nelle alterne vicende della discesa in Italia dei francesi di Carlo VIII, della Repubblica fiorentina, della restaurazione dei Medici. Il principale filo conduttore per la storia del castello in questo periodo continua ad essere il coinvolgimento nella zuffa mai domata fra Firenze e Pisa, che si traduceva anche in colpi di mano ricorrenti, inferti e ricevuti nel circondario più prossimo. Dopo le invasioni spagnole in Italia nel 500, Montopoli si trovò ad affrontare nuove e tremende lotte contro le spaventose epidemie di peste che facevano strage della popolazione riducendola fino a un terzo di quella preesistente. Un succedersi di carestie e pestilenze turbò gravemente il castello anche nel '600. 
Dal 1622 Montopoli passò sotto la nuova Diocesi di San Miniato. Con l'estinzione dei Medici, Montopoli passò nel 1737 sotto il dominio dei Lorena, dove vide un rifiorire dell'agricoltura, delle industrie e dei commerci. Montopoli affrontò quindi la calata delle truppe di Napoleone, che provocò non piccoli disastri, ma d'altro canto divulgò le nuove idee che avrebbero improntato la storia più recente. Dopo di che Montopoli seguì le sorti del Granducato di Toscana e poi dell'Italia costruita nel Risorgimento.

### Dal XIX al XX secolo
L'800 e la prima parte del '900 videro i montopolesi all'opera per impiegare al meglio le risorse naturali, e intenti a sviluppare la propria inclinazione all'artigianato e al nascere delle prime industrie "moderne". La vocazione agricola è ancora fondamentale, e le antiche case nobili del Castello vengono trasformate e modernizzate per fungere da abitazione e ufficio per i proprietari terrieri e i professionisti. Molti vecchi palazzi divennero residenze per la villeggiatura di persone di varia provenienza, attirati dalla serenità della campagna, dal clima salutare e dalle acque minerali di cui era dotato il territorio. Si veniva così progressivamente disfacendo il Castello Insigne, che subì il suo danno più recente dagli eventi della seconda guerra mondiale, quando fu abbattuta l'alta torre della rocca di Montopoli.

### Anni Duemila
Nel 2007, per Regio decreto n.716 del 1943 e dall'art. 18 del Testo unico degli enti locali, Montopoli in Val d'Arno fu proclamata "città".

### Simboli
Lo stemma, il gonfalone e la bandiera della Città di Montopoli in Val d'Arno sono stati concessi con decreto del presidente della Repubblica 12 luglio 2018.
(D.P.R. 12.07.2018)
Il gonfalone è un drappo di giallo bordato di azzurro.
La bandiera è un drappo d'azzurro caricato dal monte all'italiana di sei colli, cimato dalla croce latina, sostenuta da due topi controsalienti, il tutto d'oro.

## Monumenti e luoghi d'interesse

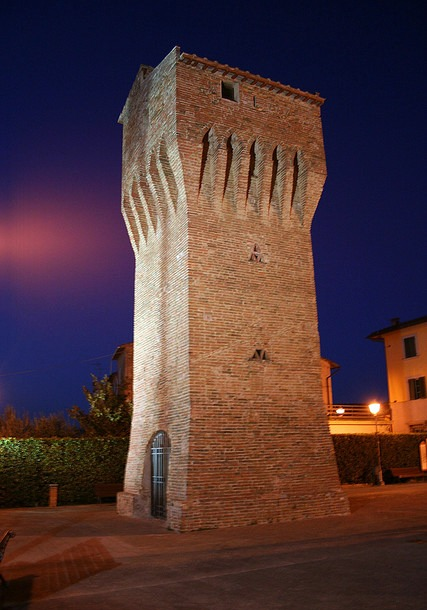
Torre di San Matteo

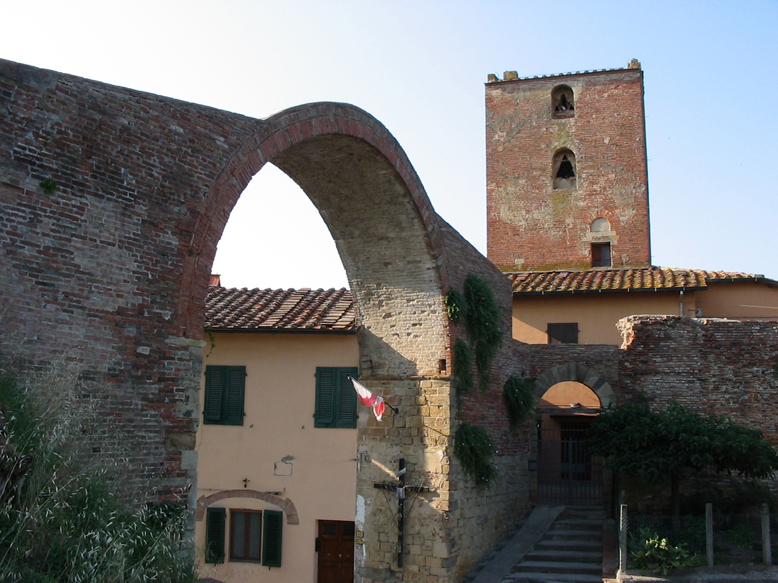
Torre e arco di Castruccio Castracani

### Architetture religiose
- Chiesa di San Bruno (Casteldelbosco)
- Pieve di Santa Maria Novella (Marti)
- Conservatorio di Santa Marta (Montopoli in Val d'Arno)
- Oratorio di San Sebastiano (Montopoli in Val d'Arno)
- Pieve dei Santi Giovanni Evangelista e Stefano (Montopoli in Val d'Arno)
- Chiesa della Madonna del Soccorso e San Marco (Montopoli in Val d'Arno)
- Oratorio di Sant'Antonio dei Pucci
- Chiesa di San Giuseppe (Capanne)
- Oratorio di San Vincenzo Ferreri (Capanne)
- Santuario della Madonna di San Romano

### Architetture  civili
- Villa Capponi Piaggio
- Palazzo dell'Antica Cancelleria
- Palazzo del Vescovo e del Podestà

### Architetture militari
- Torre di San Matteo
- Torre e arco di Castruccio Castracani
- Torre e porta del Bastaio
- Castello di Montopoli (La Rocca)
- Mura di via Sottofossi

### Natura
- Sorgente Tesorino

## Cultura

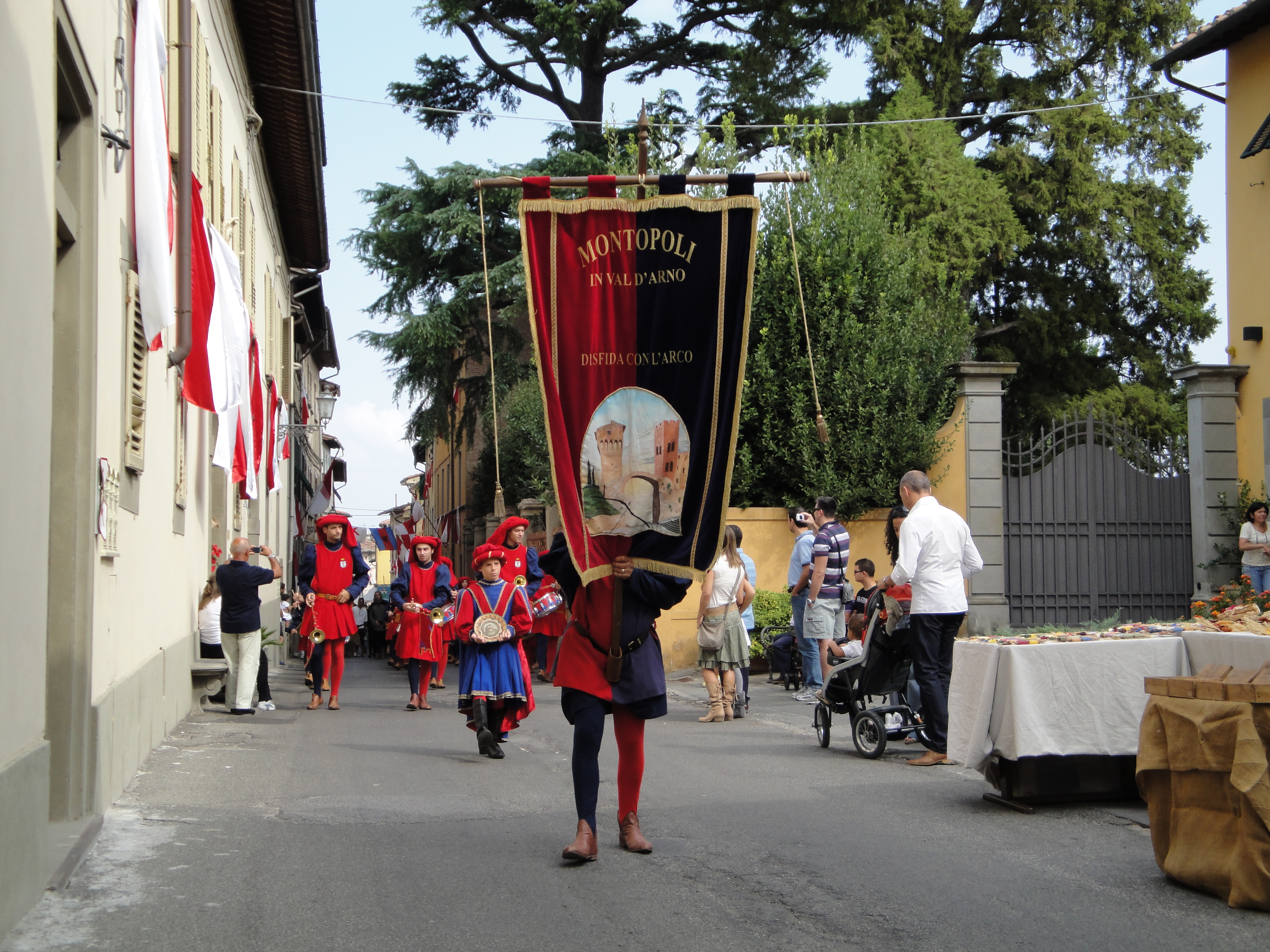
Sfilata lungo le vie del centro durante la rievocazione storica

### Eventi

#### Rievocazione Storica e Disfida con l'Arco
Tale evento si svolge ormai da 41 anni, il secondo weekend di settembre, per iniziativa dell'Associazione Turistica Pro Loco Montopoli V/A, con il Patrocinio del Comune di Montopoli V/A, che ormai dal lontano 1968 si occupa della promozione del territorio di Montopoli V/A.
La volontà di creare un evento rievocativo, nacque dalla necessità di riscoprire le origini e il passato di questo borgo, che per secoli è stato al centro di contese delle città di Lucca, Pisa e Firenze, in quanto situata in posizione strategica, fortilizio dal quale sferrare l'attacco contro il nemico confinante.
Tale evento, come tutt'oggi strutturato, trae origine dalla divisione del paese in due popoli introdotta dal Podestà Jacopo degli Albizi nel 1412, ai fini della designazione alle cariche elettive. La rivalità fra le due parti culmina nella Disfida con l'Arco cui partecipano cinque arcieri rappresentanti di ciascun popolo: il drappo del vincitore è un trofeo molto ambito. La disfida fa parte della Rievocazione Storica, che riguarda, anno dopo anno, un fatto importante scelto nella storia medievale di Montopoli.
Fin dal mattino il borgo viene chiuso al traffico e vengono occultati i segni esteriori dei tempi moderni; si ricreano antiche botteghe artigiane, mercati, scene di vita, sono nostri ospiti gruppi di artisti di strada e rievocativi famosi in tutta Italia. Sfilano assieme ai gruppi storici di Montopoli i gruppi ospiti con musiche e sbandieratori, animatori e musici in costume intrattengono i molti ospiti della giornata. La manifestazione è associata alla Federazione Italiana Giochi Storici (FIGS) ed è gemellata con la Festa dell'Innamorata di Capoliveri.

#### La Pro Loco di Montopoli V/A e il “Gruppo Storico”
L'Associazione ha al suo interno un Gruppo Storico costituito da tre appendici: “Gruppo Arcieri della Rocca”, “Gruppo Musici e Sbandieratori di Montopoli" e "Gruppo Danza Storica".
Il Gruppo Storico montopolese nasce nel 1976 allo scopo di avvicinare i giovani alla cultura medievale e rinascimentale della loro terra.
Gli “Arcieri Storici”, protagonisti della Disfida con l'Arco, durante gli spettacoli folkloristici si esibiscono in evoluzioni e tiri di abilità e di destrezza, esclusivamente usando archi long bow artigianali in legno di tasso, secondo la tradizione dei mastri arcai medievali.
Il “Gruppo Musici” con il rullare dei propri tamburi, il suono armonioso dei flauti e gli squilli delle chiarine è in grado di accompagnare gli Sbandieratori in ogni tipo di corteggio storico e sono molto apprezzati per i loro particolari giochi e movimenti di parata.
Il "Gruppo Danza Storica", composto da eleganti dame, si esibisce in innumerevoli coreografie al suono di musica medievale e rinascimentale.

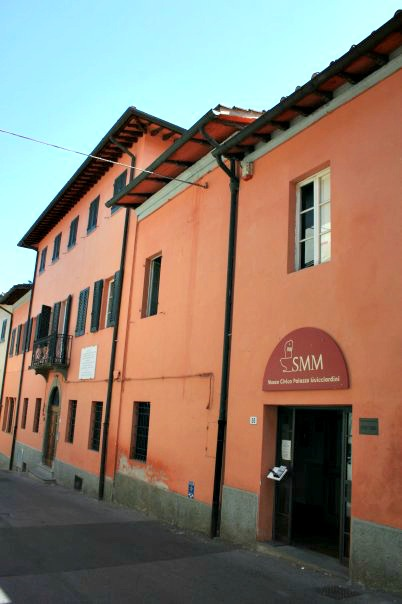
Ingresso del museo Civico

### Musei
- Museo civico di palazzo Guicciardini
- Conservatorio di Santa Marta

## Società

### Evoluzione demografica
Abitanti censiti

### Etnie e minoranze straniere
Secondo i dati ISTAT al 31 dicembre 2018 la popolazione straniera residente era di 1 097 persone.
Le nazionalità maggiormente rappresentate in base alla loro percentuale sul totale della popolazione residente erano:
- Albania 300 2,69%
- Senegal 170 1,52%
- Romania 130 1,17%

## Geografia antropica

### Frazioni
Secondo lo statuto comunale, il territorio di Montopoli in Val d'Arno comprende al suo interno quattro frazioni:
- Capanne (43 m s.l.m., 2 635 abitanti)[10]
- Castel del Bosco (30 m s.l.m., 1 008 abitanti)[11]
- Marti (140 m s.l.m., 1 500 abitanti)[12]
- San Romano (58 m s.l.m., 5 000 abitanti)[13]

### Altre località del territorio
Numerose sono inoltre le località minori che popolano in territorio comunale di Montopoli in Val d'Arno. Si ricordano: Angelica, Arena, Boldrace, Capirozzolo, Fornoli, Gasparrino, La Puce, Masoria, Mazzana, Musciano, Ricavo, San Bartolomeo, San Donnino, San Lorenzo in Pratiglioni, Sant'Andrea alle Fornaci, Sant'Iacopo di Monte, Torre Giulia, Varramista.

## Economia

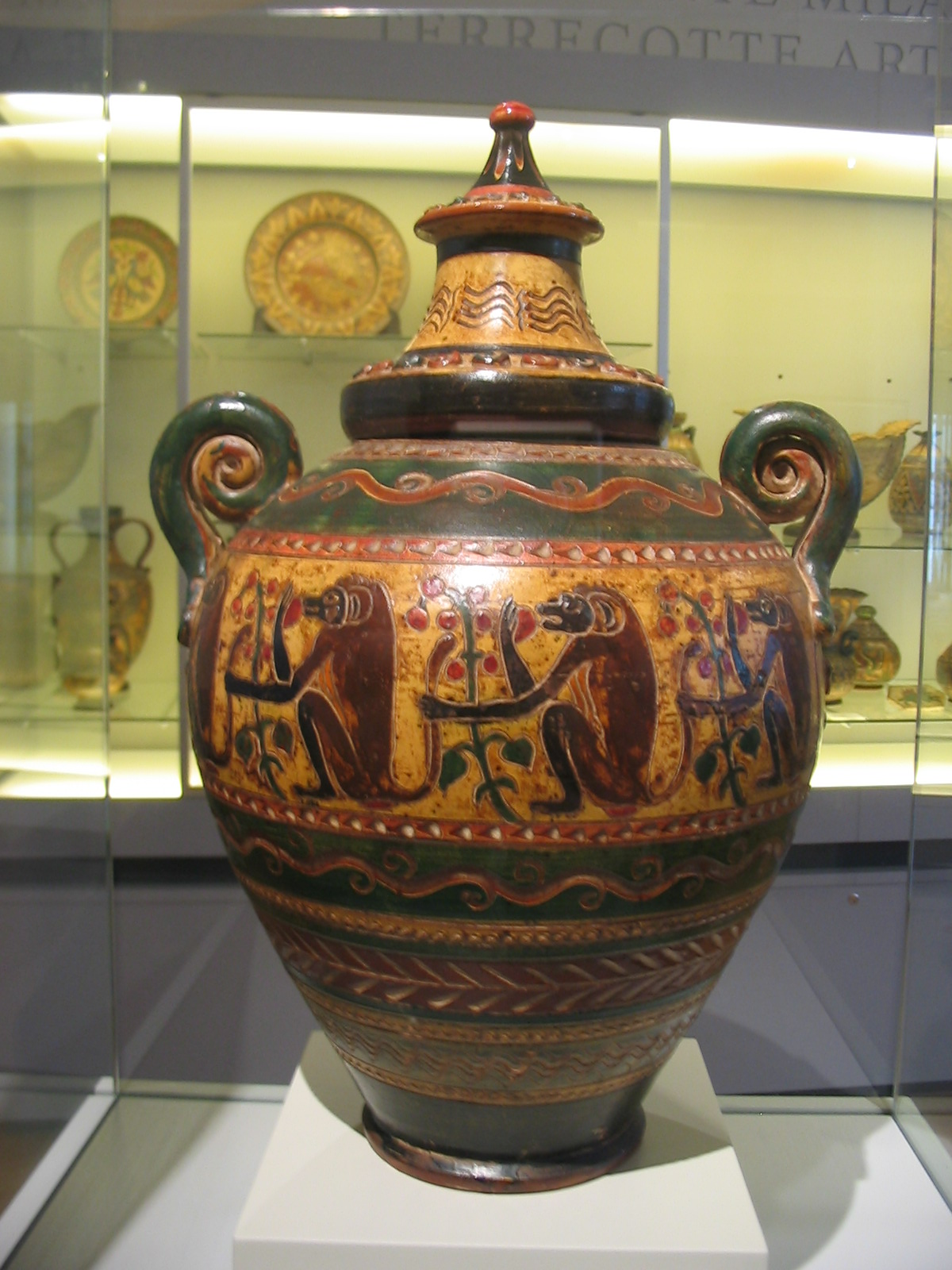
Terracotta di Montopoli esposta al Museo Civico di palazzo Guicciardini

### L'arte della terracotta
Un'attività manifatturiera dell'antica Montopoli, oltre alla lavorazione della lana, fu quella della ceramica: numerosi reperti di oggetti di uso casalingo, trovati nelle zone del primo insediamento e in località prossime al paese, ne testimoniano la produzione.
Nel territorio, fin dai secoli più antichi esistevano diverse fornaci per la cui conduzione si dovevano osservare precise norme riportate nel libro II dello statuto di Montopoli del 1360 della rubrica 2 del "de locando fornaces".
In queste fornaci si producevano soprattutto mattoni da costruzione, ma certamente, una parte della loro attività doveva essere rivolta anche alla produzione di ceramica casalinga. A Montevecchio, il colle posto a sud-est in prossimità di Montopoli, già dominio della famiglia Cerbini di Firenze, oltre alla cappella dedicata a Sant'Andrea, esistevano varie fornaci; l'attuale denominazione di "via di S. Andrea alle fornaci" trae origine proprio dalle fabbriche che erano dislocate in questa zona. Un'altra fabbrica invece doveva trovarsi, come si legge nella Storia di Montopoli del Donati, sulla sponda occidentale del Chiecina, di fronte alla località Costa al Bagno, nel podere la Marginetta, così denominato da un tabernacolo posto sulla via palaiese dedicato a S. Bastianino. Attraverso la ricerca archeologica di superficie sono state rinvenute a "Casa Guerriera" frammenti di olle, catini e tegole, la cui produzione è riconducibile al periodo tra il XII e il XIV secolo, e maiolica arcaica databile agli anni centrali del Trecento. 
Un'altra prova che Montopoli abbia fatto con una certa continuità manufatti ceramici è fornita dai numerosi reperti di oggetti invetriati trovati durante lo scavo di fondazione per la costruzione della "Villa Belvedere" (1835) che lasciano supporre l'esistenza di una fabbrica in quel terreno. Nel 1577, nella nota degli iscritti all'Arte dei fabbricanti e artieri, alla voce "lavoratori della terracotta" (che includeva fornaciai, vasellai, stovigliai) figurano sei addetti, il cui numero fa supporre che già allora questa attività fosse fiorente e la cui tradizione è continuata fino ad oggi. Un'altra conferma della tradizione ceramica montopolese è data dal recentissimo ritrovamento di alcuni reperti maiolicati di piatti nell'orto di Palazzo Rossetti, in cui sono riportate le date degli anni 1658,1750, 1760, e altri reperti con stemmi (quattro gigli e stemma della casa Medici) e un reperto col monogramma di S. Bernardino da Siena.

### La produzione di Dante Milani

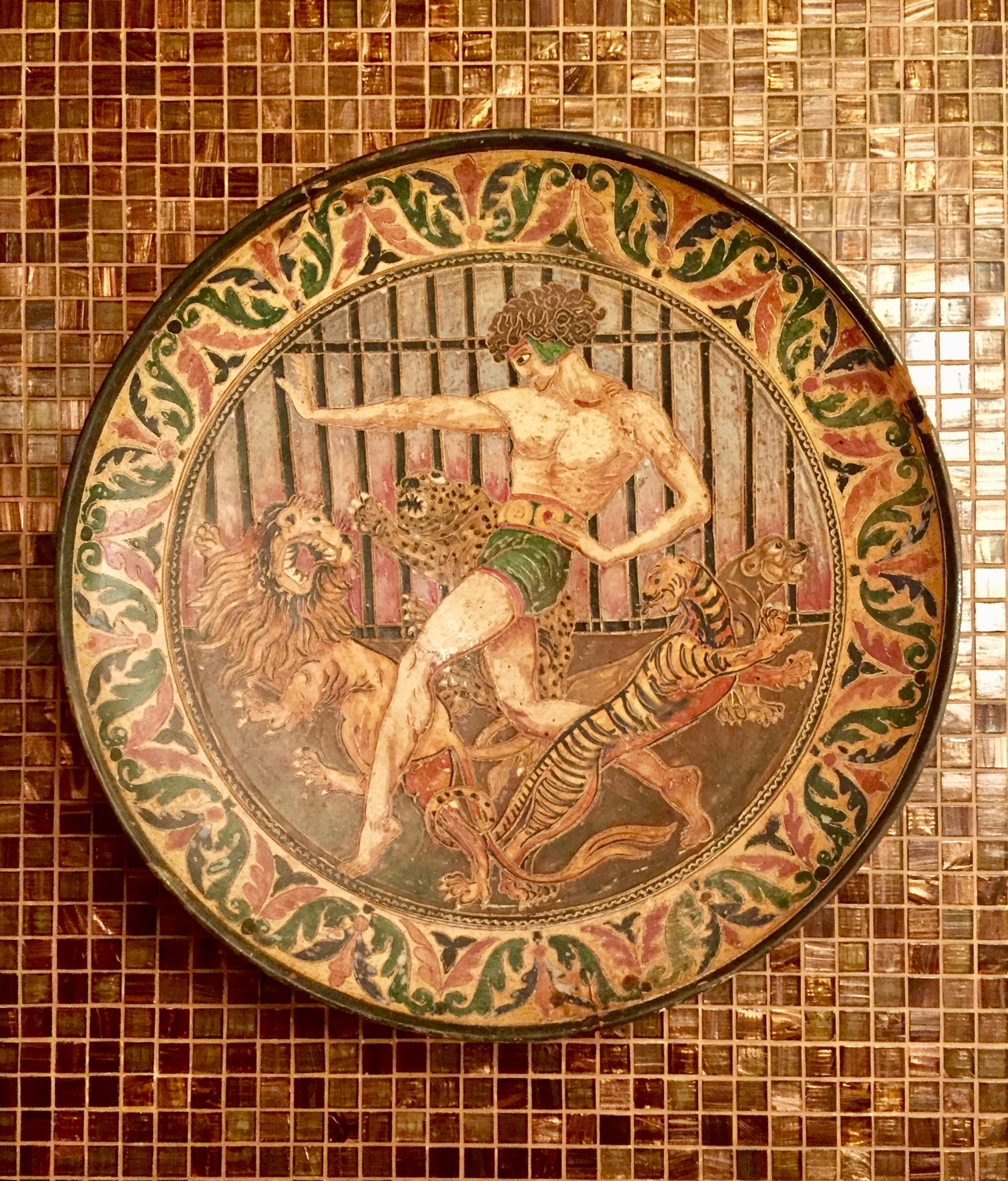
Dante Milani, "Danza", grande piatto in terracotta, 1932. Collezione A.F.R.

Negli anni 1929-30 la fabbrica raggiunse il massimo sviluppo commerciale grazie alla capacità del Milani nella promozione delle sue terrecotte in Italia e all'estero, soprattutto attraverso mostre permanenti. Oltre che a Montopoli una mostra permanente era nella frazione di San Romano presso la villa della torre Giulia che fu di proprietà della famiglia Capponi e poi dei Ridolfi.
Altre mostre permanenti erano a Montecatini, Firenze in Piazza Duomo, a Siena, a Cascina presso l'esposizione permanente del mobile, a Milano, a Roma in via Condotti, a Parigi nel negozio di Raimondo Martel agli Champes Elisées, ad Amburgo da Augusto Warnake, a New York, in Venezuela, in Perù e perfino in India.
nel 1929, all'esposizione internazionale di Tampa, in Florida, la ditta Milani fu premiata con la medaglia d'oro e il diploma e numerosi furono gli attestati di riconoscimento artistico anche da parte delle massime autorità del governo del tempo. la fabbrica Milani offrì ai giovani operai montopolesi la possibilità di trovare un lavoro e di esercitare un mestiere decoroso e non privo di soddisfazioni. Il Prof. Guido Milani, assunto l'incarico di direttore artistico, formò una quadra di tornianti che, in tempi relativamente brevi, riuscirono a raggiungere un ottimo livello di professionalità, affiancati anche da un gruppo di pittori-decoratori ai quali seppe infondere a poco a poco una sempre più crescente sensibilità artistica.
Ai grandi meriti della produzione Milani è da aggiungere anche quello di aver contribuito allo sviluppo di altre attività artigianali come quella dei falegnami e di fabbri specializzati nella lavorazione del ferro battuto. Sono qui esposti alcuni oggetti nati dalla collaborazione di più artigiani come la credenza con inserimento di piccole mattonelle con funzione decorativa. A Montopoli, paese prettamente agricolo, viveva un buon numero di modesti ma bravi operai che prestavano la loro opera più che altro nelle fattorie, provvedendo alla manutenzione degli stabili, alla riparazione e alla costruzione di botti, tini, caratelli ecc. o alla riparazione e manutenzione di attrezzi e macchine agricole. Questi ignoti operai collaborando con la fabbrica Milani ebbero modo di dimostrare le loro capacità creative: i falegnami costruirono mobili in stile Cinquecento (sedie, cassepanche, tavole), nei quali furono inserite artistiche mattonelline di varie forme, e i fabbri crearono classici lampadari in ferro battuto ai cui portalampade venivano applicate delle artistiche tazze in terracotta.

## Amministrazione

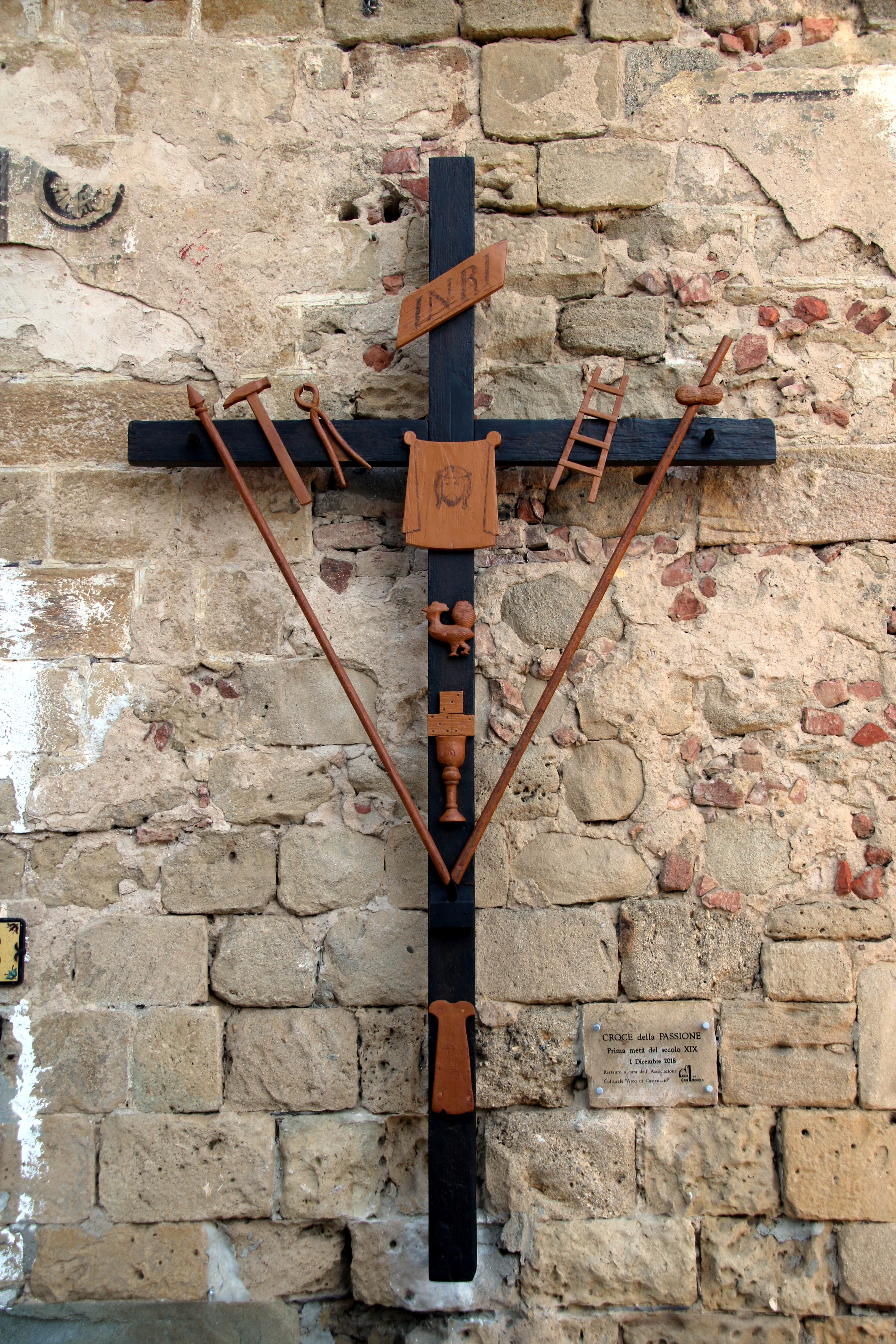
Croce della Passione, prima metà sec. XIX

Gonfalone civico

Di seguito è presentata una tabella relativa alle amministrazioni che si sono succedute in questo comune.
| Periodo        | Periodo        | Primo cittadino             | Partito                                                        | Carica  | Note   |
| -------------- | -------------- | --------------------------- | -------------------------------------------------------------- | ------- | ------ |
| 31 luglio 1986 | 2 agosto 1990  | Renzo Mazzetti              | Partito Comunista Italiano                                     | Sindaco | [ 14 ] |
| 2 agosto 1990  | 24 aprile 1995 | Damiano Matteoli            | Partito Democratico della Sinistra, Partito Comunista Italiano | Sindaco | [ 14 ] |
| 24 aprile 1995 | 14 giugno 1999 | Marco Bonciolini            | centro-sinistra                                                | Sindaco | [ 14 ] |
| 14 giugno 1999 | 14 giugno 2004 | Marco Bonciolini            | centro-sinistra                                                | Sindaco | [ 14 ] |
| 14 giugno 2004 | 8 giugno 2009  | Alessandra Vivaldi In Vullo | lista civica                                                   | Sindaco | [ 14 ] |
| 8 giugno 2009  | 26 maggio 2014 | Alessandra Vivaldi          | centro-sinistra                                                | Sindaco | [ 14 ] |
| 26 maggio 2014 | 9 giugno 2024  | Giovanni Capecchi           | lista civica: democratici                                      | Sindaco | [ 14 ] |
| 10 giugno 2024 | in carica      | Linda Vanni                 | centro-sinistra                                                | Sindaco | [ 14 ] |

### Gemellaggi
- Torella dei Lombardi
- Valbonne

## Sport

### Calcio
La società F.C.Montopolese rappresenta l'unica squadra calcistica del capoluogo. Fondata nel 2013, partecipa al campionato amatoriale di calcio organizzato dalla UISP Valdera. Nel 2013-2014 ha vinto il campionato di terzo livello (Primo Livello) conquistando la promozione e il Torneo estivo di Montecalvoli (III Memorial "J.Toninelli"). Nel 2014-2015 ha vinto il campionato di secondo livello (Promozione) conquistando la promozione e la Coppa Disciplina. Nel 2015-2016 ha partecipato al campionato di primo livello (Eccellenza), piazzandosi in quarta posizione e conquistando la Coppa Disciplina.